# Coupe Mitropa 1973-1974
Navigation
Édition précédente Édition suivante
La Coupe Mitropa 1973-1974 est la trente-troisième édition de la Coupe Mitropa. Elle est disputée par six clubs provenant de cinq pays européens.
Le Tatabányai Bányász conserve son titre en battant en finale le ZVL Zilina, sur le score de cinq buts à deux.

## Compétition

### Format
Les six équipes participantes sont séparées en deux groupes A et B. Dans chaque groupe, chaque équipe joue deux fois contre les deux autres équipes. Une victoire vaut deux points, un match nul un point et une défaite ne rapporte aucun point. À l'issue de cette phase de groupes, les premiers de chaque groupe s'affrontent en finale aller-retour. Le vainqueur de cette double confrontation remporte la Coupe Mitropa 1973-1974.

### Phase de groupes

#### Groupe A
| Rang | Équipe             | Pts | J | G | N | P | Bp | Bc | Diff |  | Résultats (▼ dom., ► ext.) |     |     |     |
| ---- | ------------------ | --- | - | - | - | - | -- | -- | ---- |  | -------------------------- | --- | --- | --- |
| 1    | Tatabányai Bányász | 7   | 4 | 3 | 1 | 0 | 8  | 3  | +5   |  | Tatabányai Bányász         |     | 1-1 | 5-2 |
| 2    | Lanerossi Vicenza  | 4   | 4 | 1 | 2 | 1 | 4  | 3  | +1   |  | Lanerossi Vicenza          | 0-1 |     | 3-1 |
| 3    | Vorwerk Vorarlberg | 1   | 4 | 0 | 1 | 3 | 3  | 9  | -6   |  | Vorwerk Vorarlberg         | 0-1 | 0-0 |     |

#### Groupe B
| Rang | Équipe      | Pts | J | G | N | P | Bp | Bc | Diff |  | Résultats (▼ dom., ► ext.) |     |     |     |
| ---- | ----------- | --- | - | - | - | - | -- | -- | ---- |  | -------------------------- | --- | --- | --- |
| 1    | ZVL Zilina  | 5   | 4 | 2 | 1 | 1 | 13 | 7  | +6   |  | ZVL Zilina                 |     | 5-1 | 4-0 |
| 2    | Videoton SC | 3   | 4 | 2 | 0 | 2 | 8  | 10 | -2   |  | Videoton SC                | 3-1 |     | 3-1 |
| 3    | FK Sarajevo | 3   | 4 | 1 | 1 | 2 | 7  | 11 | -4   |  | FK Sarajevo                | 3-3 | 3-1 |     |

### Finale
Les matchs ont lieu les 8 mai 1974 et 15 mai 1974.
| Équipe 1   | Résultat | Équipe 2           | Aller | Retour |
| ---------- | -------- | ------------------ | ----- | ------ |
| ZVL Zilina | 2-5      | Tatabányai Bányász | 2-3   | 0-2    |